# Calcedonio Inghilleri
Calcedonio Inghilleri (Monreale, 3 aprile 1836 – Palermo, 25 febbraio 1926) è stato un politico italiano.

## Biografia
Fu senatore del Regno d'Italia nella XVI legislatura.
Nel 1856 relatore alla Consulta di Stato di Palermo, percorse poi la carriera della magistratura del Regno d'Italia.
Sedette alla Camera per il collegio di Monreale dalla XII alla XIV legislatura, ossia dal 1874 al 1882.
Nel 1885 fu direttore generale del ministero di grazia, giustizia e dei culti.
Consigliere di Stato dal 1887 e senatore del Regno dal 1889, resterà in servizio al Consiglio di Stato fino al 1911, anno del suo collocamento a riposo con la carica di presidente onorario.
È sepolto nel Cimitero dei Cappuccini di Palermo.